# سیال
در فیزیک، شاره یا سَیّال (انگلیسی: Fluid)، مایع، گاز یا هر ماده‌ای است که در اثر تنش برشی هر چند کوچک، پیوسته تغییر شکل دهد و تا زمانی که نیروی برشی به آن وارد می‌شود، به تغییر شکل ادامه دهد.
سیال‌ها ویژگیِ «روان شدن» دارند و بر خلاف جامدات در برابر تغییر شکل مقاومت نمی‌کنند. یکی دیگر از ویژگی‌های سیال‌ها، چسبندگی یا وَکشسانی (انگلیسی: Viscosity) آنهاست. وَکشسانی عامل پیوستگی ذرات سیال است. هر چقدر سیالی چسبنده‌تر باشد، ویژگی‌های سیال‌گونهٔ آن کمتر است. (مانند عسل)

## انواع سیال‌ها
سیال‌ها به سیال نیوتنی و غیرنیوتنی تقسیم‌ می‌شوند.
1. سیال غیرنیوتنی (به انگلیسی: Non-Newtonian fluid)، سیالی است که گرانروی آن با نرخ کرنش وارد بر آن تغییر می‌کند. در نتیجه چنین سیال‌هایی فاقد گرانروی معین هستند. مانند: صابون‌های مایع و لوازم آرایشی، غذاهایی مانند کره، پنیر، مربا، کچاپ، مایونز، سوپ و ماست، مواد طبیعی مانند ماگما، گدازه، آدامس و عصاره‌ها مانند عصارهٔ وانیل، سیال‌های بیولوژیکی مانند خون، بزاق و مایع سینوویال (مایع مفصلی)، امولسیون مانند سس مایونز و برخی از انواع دیسیرسیون.
2. سیال نیوتنی  سیالی است که در آن تنش‌های چسبناک ناشی از جریان آن در هر نقطه به‌طور خطی با نرخ کرنش موضعی همبستگی دارد. تنش‌ها متناسب با سرعت تغییر در بردار سرعت سیال تغییر می‌کند.[۲][۳][۴][۵] مثالی قابل درک از این نوع سیال‌ها عسل است. اگر عسل برای مدت طولانی استفاده نشود گرانروی آن افزایش یافته و عسل سفت می‌شود. اما اگر در مدت زمان مناسبی به هم زده شود، روان شده و گرانروی آن کاهش می‌یابد.

## مکانیک سیالات
مکانیک سیالات به بررسی رفتار و واکنش‌ سیال در اثر نیروها می‌پردازد. به‌طور کلی سیالات در دو حالت استاتیک و دینامیک بررسی می‌شوند.
دینامیک سیالات با معادلات ناویه-استوکس توصیف می‌شود. این معادلات، دستگاهی از معادلات دیفرانسیل پاره‌ای است که از قانون‌های زیر به‌دست آمده‌اند:
- پیوستگی (بقای ماده)
- پایستگی تکانه خطی
- پایستگی تکانه زاویه‌ای
- پایستگی انرژی